# Pierino Gelmini
Don Pierino Gelmini, italijanski rimskokatoliški duhovnik, * 20. januar 1925, † 13. avgust 2014, Amelia.

## Odlikovanja in nagrade
Leta 2000 je prejel častni znak svobode Republike Slovenije z naslednjo utemeljitvijo: »za delo in zasluge z mladimi zasvojenci in še posebej za razumevanje in prispevek pomoči potrebnim v slovenskem prostoru«.